# Ноґата

Но́ґата (яп. 直方市, のおがたし, МФА: [noːgata ɕi̥]?) — місто в Японії, в префектурі Фукуока.     Отримало статус міста 1931 року. Площа становить 61,78 км². Станом на 1 липня 2012 року населення складало 57 415  осіб, густота населення — 929 осіб/км².     

## Історія
Ноґата отримала статус міста 1 січня 1931 року.